# Kothingdorfen
Kothingdorfen ist ein Gemeindeteil der Gemeinde Schwindegg im oberbayerischen Landkreis Mühldorf am Inn.

## Lage
Der Weiler Kothingdorfen liegt 3 Kilometer nordöstlich vom Schloss Schwindegg. Er liegt in der Luftlinie 3 Kilometer nördlich der Bundesautobahn A 94. Von deren Ausfahrt 17 (Heldenstein) ist Hassenham auf einer 6,5 Kilometer langen Fahrt erreichbar.

## Dorf- und Bevölkerungsentwicklung
In Kothingdorfen gab es 1871 insgesamt 27 Einwohner. Im Mai 1987 lebten dort 31 Einwohner in sechs Wohngebäuden, von denen eines in zwei Wohnungen aufgeteilt war.
| Jahr      | 1871 | 1925 | 1950 | 1970 | 1987 |
| Einwohner | 27   | 34   | 36   | 26   | 31   |

Ab 2005 wurde der erste Teil einer Siedlungserweiterung südlich der Kreisstraße MÜ 24 von Wörth nach Angering geplant und durchgeführt (Kothingshofen 10–15). Außerhalb dieser Siedlungserweiterung wurde östlich der Hofstelle Mooshäusl auf dem Flurstück Nr. 202 in der Fluren Mooshauswiesen und Obere Moosmühle der Gemarkung Walkersaich eine Ausgleichsfläche für den Eingriff in Natur und Landschaft festgesetzt. Sie soll durch zwei maximal 60 cm tiefe Rohbodenmulden ökologisch aufgewertet werden. In diesen können sich Niederschlagswasser vorübergehend sammeln und so zu einer Bereicherung des Lebensraumes beitragen. Das an einen Feuchtwiesenbereich angrenzende Grundstück wurde zuvor, wie die im Westen und Osten angrenzenden Flächen, als Grünland genutzt. Die L-förmige Ausgleichsfläche bildet einen Puffer zwischen den intensiv genutzten Landwirtschaftsflächen und den ökologisch wertvollen Bereichen einer Biotopfläche. Die ökologische Aufwertung erfolgt durch die Aufgabe intensiv landwirtschaftlicher Nutzung zugunsten eines Extensivgrünlandes.